# Oxalis lawsonii
Oxalis lawsonii là một loài thực vật có hoa trong họ Chua me đất. Loài này được Bol. F. mô tả khoa học đầu tiên.